# Manfred Beyer (Physiker)
Manfred Beyer (* 4. Januar 1924 in Aue; † 3. Mai 2000) war ein deutscher Physiker und Professor für Hochspannungstechnik und -anlagen.

## Leben
Beyer absolvierte ein Studium, das er promoviert 1954 mit dem akademischen Grad Dr.-Ing. abschloss. Er habilitierte sich 1966 an der Technischen Universität Braunschweig. Im Wintersemester 1969/70 lehrte er ebendort als Professor für Hochspannungstechnik zu elektrischen Isolierstoffen. Beyer wurde 1969 als Nachfolger von Gerhard Pfestorf (1900–1969) Ordinarius und Institutsdirektor des Fachgebiets Hochspannungstechnik der Gottfried Wilhelm Leibniz Universität Hannover. Er stand dem nach Harald Schering (1880–1959) benanntem Institut bis zu seiner Emeritierung 1990 vor. Ernst Gockenbach (* 1946) folgte als Institutsleiter nach.
Beyer war seit 1954 mit Jutta Beyer, geborene von Jutrzenka-Morgenstern (1914–2008), einer Tochter des Schulgründers Ferdinand von Morgenstern (1873–1958), der Leiterin der Dr. von Morgenstern Schulen verheiratet. Für sie war es die zweite Ehe. Über sie wurde Manfred Beyer zum Hockey-Spät- und Quereinsteiger und schließlich für einige Jahre zum Hockey-Abteilungsleiter in Braunschweig. Der gemeinsame Sohn ist der Unternehmensberater, Firmengründer und Hochschullehrer Ingo Beyer-von Jutrzenka-Morgenstern (* 1955).

## Veröffentlichungen (Auswahl)
- Über die Entwicklung von Haftmassen und Haftmassekabeln. Braunschweig 1965 (Habilitationsschrift).
- Energiebetrachtungen zum Elektromagnetischen Feld. Berlin 1989.
- Gemischte Widerstandsschaltungen. Berlin 1989.
- Linien- und Zeigerdiagramm bei Phasenverschiebung. Berlin 1989.